# Самоправство
Самопра́вство, сваві́лля — самовільне порушення законних норм і правил при вирішенні яких-небудь справ; вчинення особою дій, правомірність яких оспорюється іншою особою або організацією.
Прикладом самоправства є дії кредитора, коли в цілях стягнення боргу кредитор забирає річ, що належить боржнику, без згоди на те боржника і без рішення суду.

## Кримінал
Стаття 356 ККУ постановляє, що самоправство карається, якщо самовільними діями була заподіяна значна шкода інтересам громадянина, державним чи громадським інтересам або інтересам власника.
Покаранням слугує штраф до п'ятдесяти неоподатковуваних мінімумів доходів громадян або виправні роботи на строк до двох років, або арешт на строк до трьох місяців. 

## Адмінправопорушення
За статтею 186 КУАП, самовправство, що не завдало істотної шкоди державним чи громадським організаціям, тягне за собою попередження або накладення штрафу на громадян від трьох до п'яти неоподатковуваних мінімумів доходів громадян і попередження або накладення штрафу на посадових осіб — від чотирьох до семи неоподатковуваних мінімумів доходів громадян.